# جيري هاجيك
جيري هاجيك (بالتشيكية: Jiří Hájek) (و. 1913 – 1993 م) هو كاتب، وسياسي، ودبلوماسي، وأستاذ جامعي تشيكوسلوفاكي، كان عضوًا في الحزب الشيوعي التشيكوسلوفاكي، توفي في براغ، عن عمر يناهز 80 عاماً.

## مناصب
تولى منصب spokesperson of Charter 77 ‏
- سفير.

## التعليم
تعلم في كلية الحقوق في جامعة كارلوفا ‏.

## جوائز
حصل على جوائز منها:
- جائزة واتيلر للسلام (1990)
- جائزة رافتو [الإنجليزية]‏ (1987).

## روابط خارجية
- جيري هاجيك على موقع مونزينجر (الألمانية)